# Cultura LGBT en Francia
La cultura LGBT en Francia, al igual que la cultura LGBT en general, abarca tres partes relacionadas: las prácticas culturales de las personas LGBT en Francia, la forma en que hablan de su homosexualidad, bisexualidad, transidentidad o intersexualidad en el arte y, finalmente, la forma en que estos temas son abordados en la cultura dominante.

## Arte drag

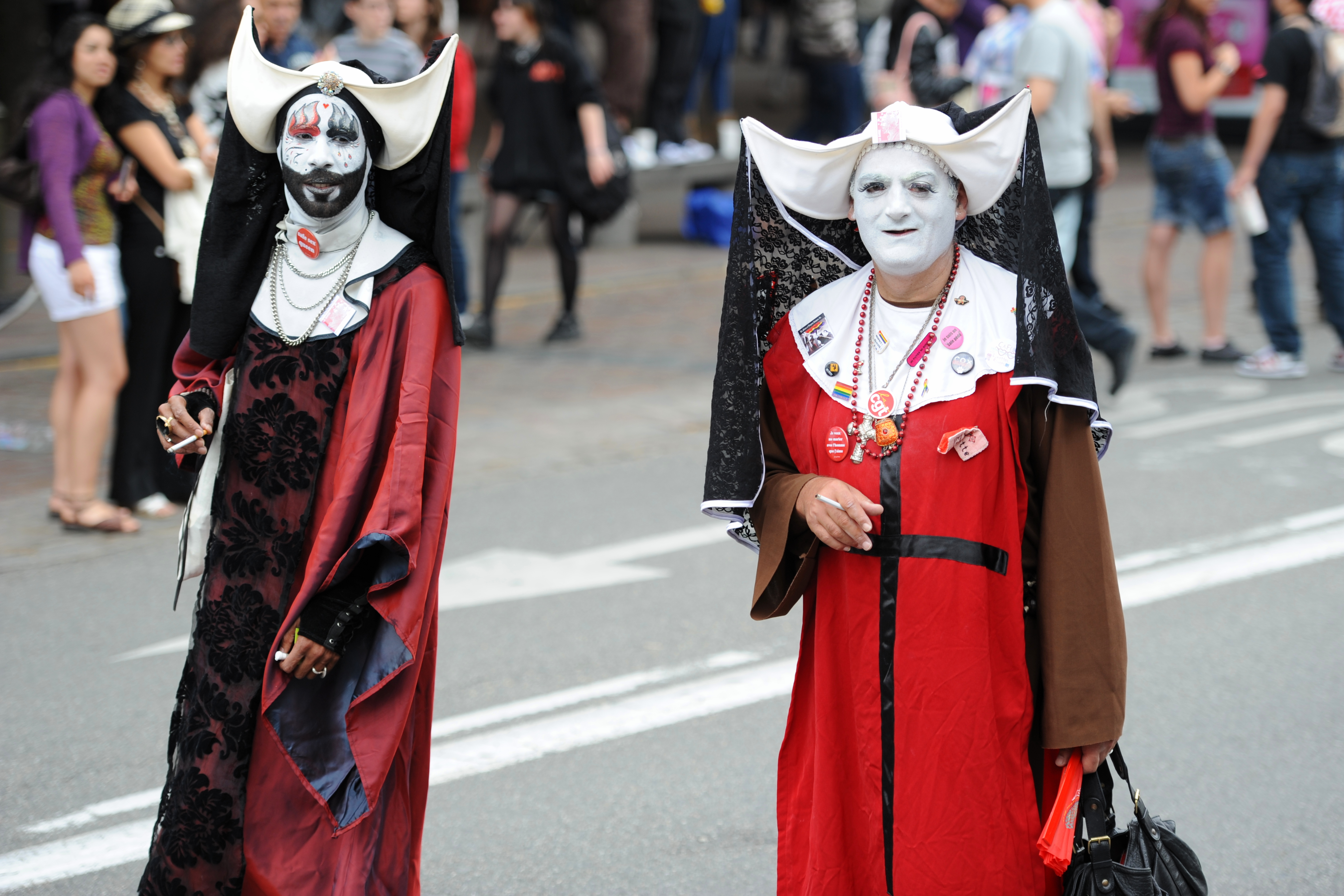
Hermanas de la Perpetua Indulgencia en la Marcha del Orgullo de Toulouse de 2011.

Si bien la cultura drag moderna nació en Estados Unidos y ganó popularidad en particular en la década de 1980, Francia experimentó formas de travestismo teatral a lo largo del siglo XX, ya sea en la cultura del cabaret de París a principios de siglo (Madame Arthur y el Carrousel) o a través de las acciones de Les Mirabelles y las Gazolines en la década de 1970. Los espectáculos de travestismo se extendieron durante la segunda mitad del siglo XX hasta el punto de vivir una primera época dorada a principios del siglo XXI. La práctica del drag se volvió mucho más confidencial pero también mucho más comprometida políticamente, con la creación de las Hermanas de la Perpetua Indulgencia, antes de volver a ser popular en la década de 2020, acompañando el éxito de RuPaul's Drag Race y Drag Race France.
En 2024, con motivo de los Juegos Olímpicos de París, Miss Martini se convierte en la primera drag queen en llevar la llama olímpica en directo en France Télévisions. Ese mismo verano, Nicky Doll y Minima Gesté también portaron la llama.

## Cine
Los últimos años de la década de 1980 y principios de la de 1990 estuvieron marcados por la creación de tres festivales de cine LGBT en Francia para promover temas de identidad, deseo, género y política poco valorados o difíciles de financiar en los circuitos tradicionales. El primero de ellos es Cineffable, fundada en 1989 para promover el cine lésbico internacional; al tener lugar en un entorno femenino no mixto, es un gran momento de sociabilidad comunitaria. Otros festivales, como por ejemplo Désir... Désirs (Tours, 1993), Chéries-Chéris (París, 1994), Reflets (Marsella, 2002), Vues d'en face (Grenoble, 2002), Face à Face (Saint-Étienne, 2006), Des images aux mots (Toulouse, 2007), ZeFestival (Niza, Marsella y Mónaco, 2008), In&Out (Niza, 2008) y Écrans mixtes (Lyon, 2011), todos con un tema LGBT general, tienen como objetivo informar a un público cisgénero y heterosexual, pero también ser un momento de reencuentro con la comunidad LGBT local.
Además de los festivales franceses que proyectan películas francesas y extranjeras, las películas francesas se proyectan en festivales fuera de Francia, especialmente en la Bélgica francófona con el Festival de Cine Gay y Lésbico de Bruselas o Massimadi, dedicado a las películas LGBT de África y sus diásporas.

## Danza

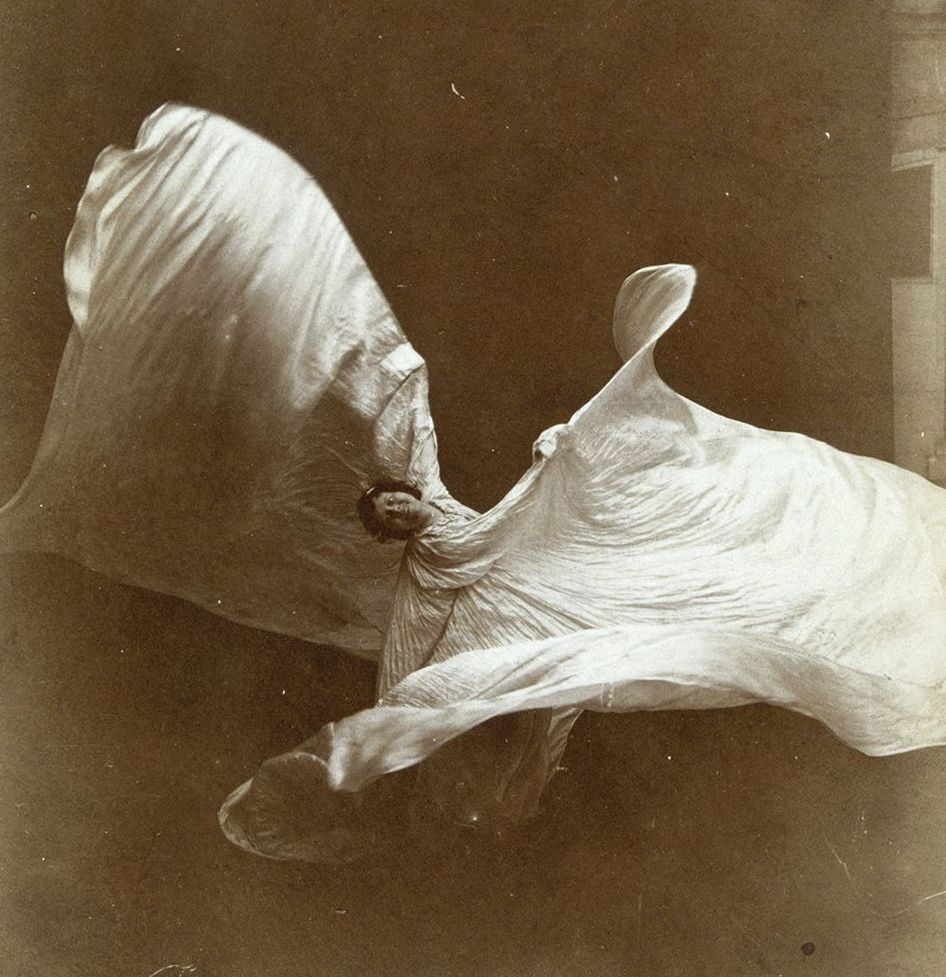
Loïe Fuller, bailarina estadounidense afincada en París y compañera de Gab Sorère

La bailarina estadounidense Loïe Fuller, que se mudó a Francia por su carrera, participó activamente en la vida de salón alrededor de Natalie Barney y fue una de las primeras personalidades de la danza en Francia en ser abiertamente homosexual.

## Deporte
En 1982, Tom Waddell creó los Gay Games para promover la aceptación de las personas gays y lesbianas; solo un atleta francés estuvo presente en la primera edición, que tuvo lugar en San Francisco. Durante la segunda edición, en diciembre de 1985, también en San Francisco, una treintena de franceses acudieron al evento y fundaron el comité gay francés, gracias a una campaña de apoyo llevada a cabo en la revista Gai pied. Este encuentro motivó la creación de una red de asociaciones deportivas gays para prepararse para la participación en la edición de 1990 en Vancouver.
En diciembre de 1986, se fundó el Comité Gai Paris Île de France (CGPIF), que funciona como un club polideportivo en el que los miembros practican principalmente natación y voleibol, pero también baloncesto y bolos. Después de los Gay Games de 1990, cada deporte creó su propio club por separado, y el CGPIF se centró en la integración de nuevos clubes y la preparación de los Gay Games. La creación de esta red de asociaciones está ligada al fin, desde 1982, de la represión de la homosexualidad. La CGPIF se convirtió en la Federación de Deportes de Gays y Lesbianas (Fédération sportive gay et lesbienne, FSGL) en 1998; en 2009 reunió a más de 3000 deportistas de una treintena de asociaciones. Los hombres son mayoría de los miembros (60%) y aún más en los órganos dirigenciales (75%).

## Dibujo
A partir de 2017, el dibujante marroquí Soufiane Ababri, que vive principalmente en Francia, obtuvo reconocimiento por su trabajo y, en particular, por Haunted Lives y Bed Work, por el que ganó el Out d'Or en 2018. El sexo, el deseo y el juego de miradas son elementos centrales de sus producciones, así como la violencia experimentada por los hombres homosexuales de color, ya sea a manos de la sociedad o de otros hombres homosexuales.

## Literatura

### Literatura lésbica

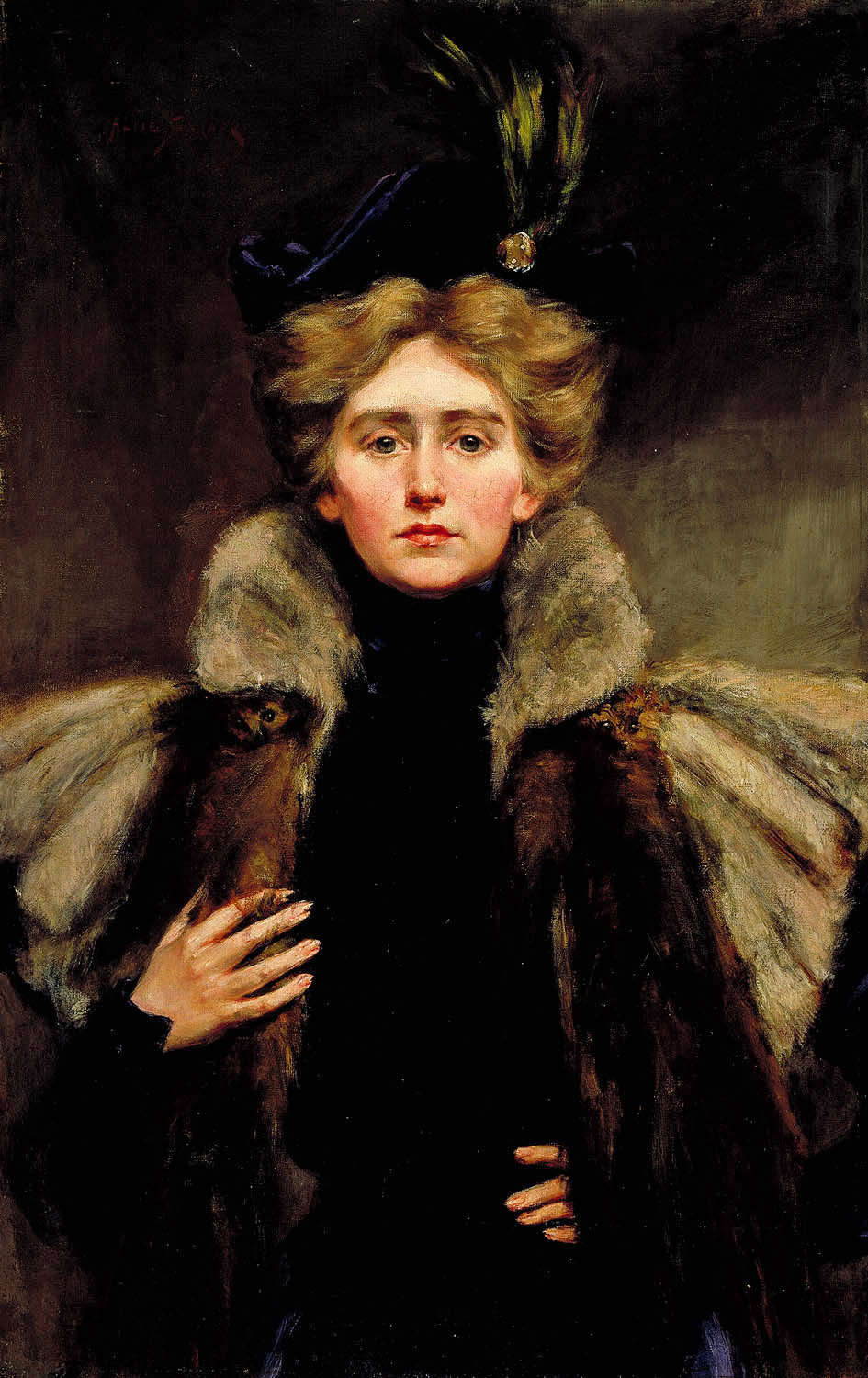
Natalie Barney regentaba un salón en París a principios del frecuentado por autoras lesbianas.

A principios del siglo XX, en París, una comunidad lésbica internacional se hizo cada vez más visible y se centró en salones literarios organizados por lesbianas estadounidenses como Natalie Clifford Barney y Gertrude Stein. Esta comunidad produjo obras lésbicas en francés e inglés, como Idylle Saphique de Liane de Pougy, poemas de Renée Vivien, epigramas de la propia Barney, poesía y varias obras de Stein.
Debido a un endurecimiento de la represión moral de la homosexualidad en las décadas de 1950 y 1960, se publicó menos literatura lésbica que antes de la Segunda Guerra Mundial, lo que provocó una publicación menor que en años anteriores: las obras de teatro Ravages de la autora Violette Leduc fueron censuradas porque contenían pasajes lésbicos explícitos, solo para ser publicadas en la década de 1960 bajo el título Thérèse et Isabelle y adaptadas a una película homónima de 1968. En la década de 1950, sin embargo, se estrenaron Rempart des béguines de Françoise Mallet-Joris, Qui qu'en grogne de Nicole Louvier y Althia, Althia de Irène Monesi.

### Literatura gay
El surgimiento de una verdadera literatura gay data de mediados del siglo XIX, con la poesía erótica de Albert Glatigny, Laurent Tailhade, Paul Verlaine y Arthur Rimbaud (Hombres, Sonnet du trou du cul). Estas publicaciones se realizan bajo seudónimos o de forma clandestina.
A finales del siglo XIX y principios del XX aparecieron las novelas que evocaban las relaciones homosexuales: À rebours, de Joris-Karl Huysmans, Monsieur de Phocas de Jean Lorrain, así como las obras de Marcel Proust, Joséphin Péladan, Léon-Paul Fargue, Marcel Jouhandeau y Robert de Montesquiou.
La literatura gay de la década de 1920 también fue muy rica: André Gide, incluida la novela Corydon, fue una figura central de este período, junto con sus amigos cercanos Pierre Herbart y François Paul Alibert, que escribieron L'Âge d'or y Le Supplice d'une queue respectivamente. Al mismo tiempo, Roger Martin du Gard publicó Le Lieutenant-Colonel de Maumort y Les Thibault. En dicha época todavía existía represión: Jean Cocteau tuvo que publicar clandestinamente su obra Livre blanc.

### Literatura infantil
En la década de 1990, cuando la literatura infantil abordó el tema de la homosexualidad, fue principalmente a través del prisma del SIDA, para ayudar a los niños a lidiar con el dolor de un ser querido. Fue en la década de 2000 cuando aparecieron las primeras novelas infantiles en las que la heroína desarrolla una relación lésbica.

### Historietas
En la década de 1950, los cómics estaban pensados para un público infantil y era impensable hablar de relaciones románticas o sexuales, especialmente homosexuales. No fue hasta la irrupción del argentino Copi en la prensa en la década de 1960 que se habló de homosexualidad, lesbianismo o transidentidad, y es en la década de 1980 cuando el cómic, que se había vuelto más adulto, pudo abordar estos temas.
Cuando Journal de Fabrice Neaud (1996) fue un éxito, parecía que la mención de su homosexualidad en la tira cómica autobiográfica ya no era un problema. También se destaca la aparición de Tom de Pékin, un diseñador gráfico y caricaturista que colabora con la Unión Nacional de Empresas Gay (Syndicat National des Entreprises Gaies, SNEG) y la revista Têtu. Sin embargo, la tira cómica lésbica Les Marsouines d'Arbrelune et Jour de pluie es autoeditada. La colección "Bulles gaies" publica obras de inspiración autobiográfica como Les Folles Nuits de Jonathan de Jean-Paul Jennequin o Jean-François fait de la résistance de Hugues Barthe, y una revista gay y lésbica de Marsella, Hercule et la toison d'or, revelaron nuevos talentos como Hélène Georges. Los ilustradores Kinu Sekiguchi y Sven de Rennes intentan realizar algunos cómics similares a producciones españolas y japonesas.
Un intento de una revista porno gay, denominado Ultimen y creado por una organización de videos porno, fue distribuido en quioscos pero sin apoyo de los medios, por lo que su publicación se detuvo. H&O se convirtió en uno de los principales actores en la distribución de cómics gays en Francia, especialmente con las obras de Logan.
Si bien los personajes gays y lesbianas se volvieron cada vez más frecuentes a finales de la década de 1990, eran personajes secundarios o se representaban de manera pornográfica o caricaturesca. El final de la década de 2000, con la publicación en 2008 de Princesse aime Princesse, obra de Lisa Mandel, y en 2010 de Le bleu est une couleur chaude, de Jul Maroh, seleccionada en el festival de Angulema, marcó un punto de inflexión en el cómic lésbico. Para Lisa Mandel, este punto de inflexión proviene de un renacimiento de la confianza entre las autoras lesbianas y gays, que se atreven a ofrecer sus propias historias a las editoriales, donde la buena acogida de la crítica compensa los comentarios homófobos de ciertos festivales o parte del público.

## Música
En Francia, los artistas que se convierten en iconos gays rara vez hablan explícitamente de las relaciones entre hombres: la identificación es más bien a través de la proyección, donde una mujer habla del deseo (heterosexual) por un hombre y donde el público puede dibujar una representación del amor gay. Estas cantantes también poseen una feminidad exacerbada, una fuerte estilización de su vestimenta que juega con los códigos de género, que van desde la feminidad exacerbada hasta la androginia, y una fuerte presencia de temas dramáticos que se hacen eco del trauma de la homofobia o, más tarde, de la epidemia del SIDA. Entre los cantantes francófonos especialmente apreciados por el público gay francés se puede mencionar a Dalida, Barbara, Mylène Farmer, Sheila, Mistinguett, Sylvie Vartan, Line Renaud, Amanda Lear o Mireille Mathieu. La llegada de la música disco a Francia, así como los remixes techno de estos artistas, les permitió formar parte de los sets que tocaban en las discotecas gay y así renovar su público. Esta inversión por parte del público gay suele ser recíproca, con algunos de estos cantantes que posteriormente se involucran con la lucha contra el VIH.
A finales de la década de 1990 y principios de la década de 2000, el colectivo Pussy Killer se consolidó como el referente techno de las fiestas lésbicas y underground parisinas, especialmente Pulp. Otro nombre de la misma época es Liza N'Eliaz, de estilo hardcore. Mientras que la gran mayoría de las fiestas parisinas son principalmente de música electrónica y variedades, las veladas de temática "étnica" (afrocaribeña, árabe o asiática) ofrecen más diversidad, con presencia de RnB, raï, hip hop y reggae.

## Moda

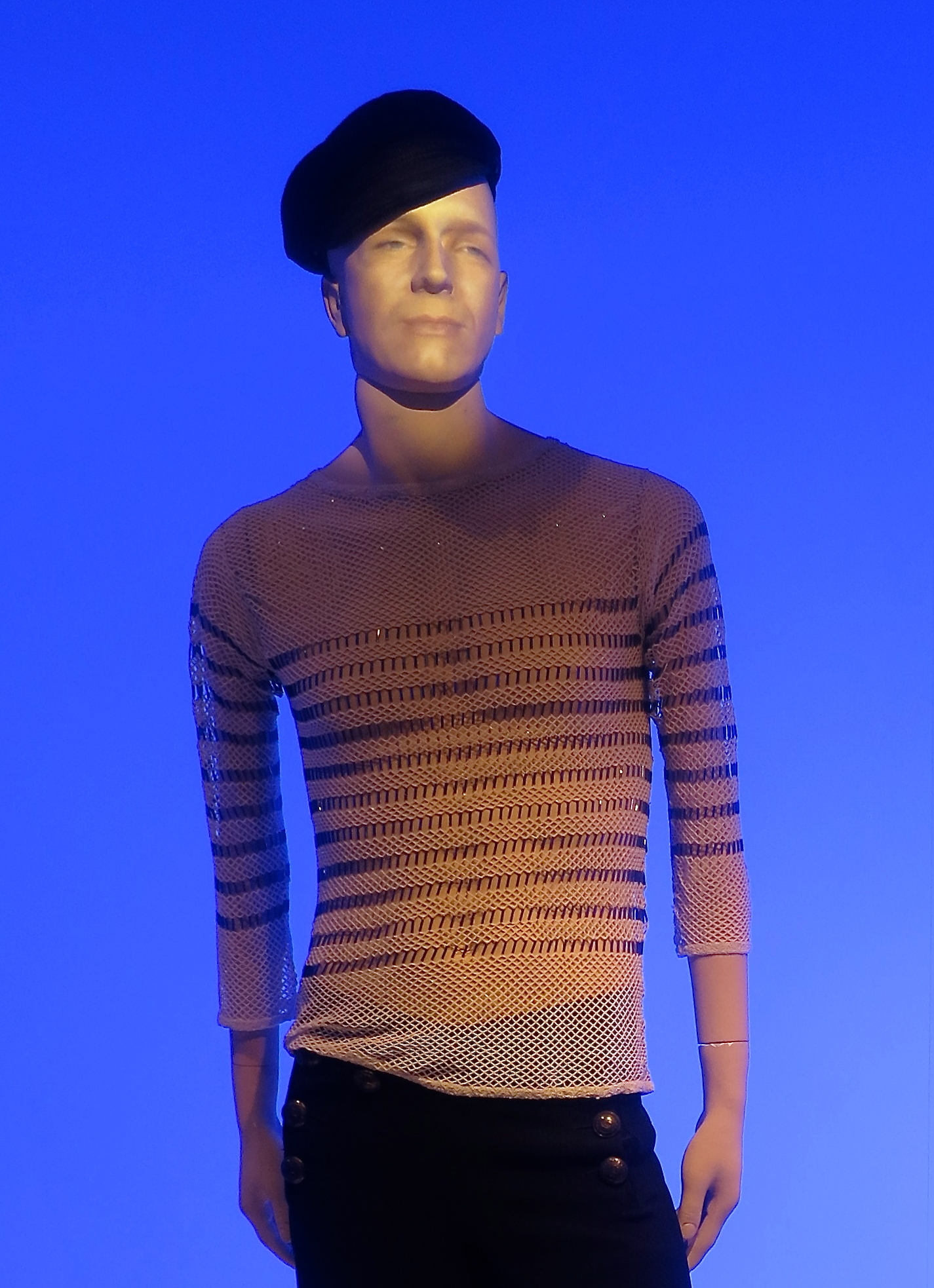
Top inspirado en el estilo marinero, diseñado por Jean-Paul Gaultier. Kunsthal, 2013.

Muchos diseñadores de moda son hombres homosexuales, y esto también es cierto en Francia: Jean-Paul Gaultier, que se basa en la cultura homosexual, en particular Tom of Finland, Jean Genet y Querelle de Rainer Werner Fassbinder, para firmar sus prendas de estilo marinero a rayas. Otros diseñadores conocidos son Yves Saint Laurent, Azzedine Alaïa y Karl Lagerfeld.
A principios de la década de 1990, Thierry Mugler creó un escándalo al presentar una colección de prêt-à-porter femenino en la que solo había mujeres y hombres trans vestidos de modelos.

### Académicas
1. ↑  Alessandrin, Arnaud (25 de febrero de 2022). «Drag in the city: éléments pour une analyse du paysage Drag Queen français». Le sujet dans la cité (en francés). Actuels n° 12 (2). pp. 235-248. ISSN 2112-7689. doi:10.3917/lsdlc.012.0235. Consultado el 28 de junio de 2022.
2. ↑  Greco, Luca (22 de febrero de 2021). «Drag et performance». Encyclopédie critique du genre. La Découverte. pp. 254-264. Consultado el 28 de junio de 2022.
3. ↑  de Lemos Agra Nascimento, Jonatan (2019). «Un festival cinématographique intersectionnel dans un contexte postcolonial: Étude socio-historique du Festival Massimadi, “festival des films LGBT d'Afrique et ses diasporas” (Bruxelles, 2013 – 2018)». Master inter-universitaire de spécialisation en Études de Genre (en francés). Consultado el 10 de septiembre de 2021.
4. 1 2  Nicole G, Albert (2006). «De la topographie invisible à l'espace public et littéraire :les lieux de plaisir lesbien dans le Paris de la Belle Époque». Revue d’histoire moderne et contemporaine (en francés). 53-4 (4). p. 87. ISSN 0048-8003. doi:10.3917/rhmc.534.0087. Consultado el 8 de junio de 2021.
5. 1 2 3 4  Arnaud, Alessandrin (25 de febrero de 2022). «Drag in the city: éléments pour une analyse du paysage Drag Queen français». Le sujet dans la cité. Actuels n° 12 (2). pp. 235-248. ISSN 2112-7689. doi:10.3917/lsdlc.012.0235. Consultado el 28 de junio de 2022.
6. ↑  Sébastien Barraud (2005). «Etre un homme homosexuel et d’origine maghrébine à Paris et en région parisienne: stratégies psychosociales, identités intersectionnelles et modernité» (PDF) (en francés). Consultado el 3 de junio de 2025.

### Libros
1. ↑  R. de Gubernatis (2003). «Danse». Dictionnaire des cultures gays et lesbiennes (en francés). Larousse. ISBN 2-03-505164-9. OCLC 300482574. Consultado el 10 de enero de 2022.
2. ↑  Institut du monde arabe (2022). «Soufiane Ababri». Habibi. Les révolutions de l'amour (en francés). pp. 30-33. ISBN 9789461618252.
3. 1 2  Laure Murat (2003). «Littérature lesbienne». Dictionnaire des cultures gays et lesbiennes (en francés). Larousse. ISBN 2-03-505164-9. OCLC 300482574.
4. 1 2 3 4 5 6  Jean-Baptiste Coursaud (2003). «Littérature gay». Dictionnaire des cultures gays et lesbiennes (en francés). Larousse. ISBN 2-03-505164-9. OCLC 300482574. Consultado el 10 de enero de 2022.
5. 1 2  Anne Boulay; Marie Colmant (2003). «Mode». Dictionnaire des cultures gays et lesbiennes (en francés). Larousse. ISBN 2-03-505164-9. OCLC 300482574. Consultado el 10 de enero de 2022.

### Asociaciones
1. 1 2 3 4  Dyke Guide (en francés). Atprod. 2003.

### Prensa
1. ↑  «Cineffable, le festival « pour les lesbiennes, par les lesbiennes »». www.20minutes.fr (en francés). Consultado el 9 de junio de 2021.
2. ↑  «Soufiane Ababri's vibrant drawings are driven by political activism». www.itsnicethat.com (en inglés). Consultado el 6 de abril de 2024.
3. ↑  «Soufiane Ababri - Coeval Magazine». COEVAL (en inglés británico). 14 de mayo de 2018. Consultado el 6 de abril de 2024.
4. ↑  «Timide coming out pour la BD lesbienne». Le Monde.fr (en francés). 28 de enero de 2011. Consultado el 17 de junio de 2021.
5. 1 2  Peneaud, François. «Homos en bulles». ActuaBD (en francés). Consultado el 3 de junio de 2025.
6. ↑  «Ces chanteuses vénérées par les gays». Le Monde.fr (en francés). 17 de febrero de 2007. Consultado el 15 de junio de 2021.

### Otras referencias
1. ↑  Elhia PASCAL-HEILMANN (6 de mayo de 2024). «Miss Martini, cette Marseillaise sera la première drag queen à porter la flamme olympique». La Provence (en francés). Consultado el 2025-09-25 25.
2. 1 2  Sylvain, Ferez; Agnes, Elling (1 de abril de 2009). «Sport homosexuel et mouvement social : la mise en scène du corps gay et lesbien». Nouvelles Questions Féministes (en francés) 28 (1). pp. 84-97. ISSN 0248-4951. doi:10.3917/nqf.281.0084. Consultado el 21 de febrero de 2024.
3. ↑  «L’acteur Jonas Ben Ahmed désigné personnalité LGBT de l’année». Le Monde.fr (en francés). 20 de junio de 2018. Consultado el 6 de abril de 2024.